# Argentina en los Juegos Olímpicos de la Juventud
Argentina en los Juegos Olímpicos de la Juventud está representada por el Comité Olímpico Argentino. Participó por primera vez en los Juegos Olímpicos de la Juventud 2010 realizados en Singapur, con un total de 59 atletas.
En los Juegos Olímpicos de la Juventud de Invierno, participó por primera vez en los Juegos Olímpicos de la Juventud de Invierno 2012 celebrados en Innsbruck, Austria, con una delegación de 5 atletas.
En 2013, la capital de Argentina, Buenos Aires, fue elegida sede de la tercera edición de los Juegos Olímpicos de la Juventud 2018 derrotando a las ciudades de Medellín y Glasgow.

## Juegos Olímpicos de la Juventud 2010
La participación de Argentina en los Juegos Olímpicos de la Juventud de Singapur 2010 fue la primera en esta competencia. Estos Juegos se realizaron en la Ciudad de Singapur, Singapur, del 14 al 26 de agosto.
La delegación acudió con 59 deportistas que participaron en 18 deportes. El abanderado de la delegación nacional fue el atleta especializado en lanzamiento de jabalina, Braian Toledo.

## Juegos Olímpicos de la Juventud de invierno 2012
Los Juegos Olímpicos de la Juventud de Innsbruck 2012, se realizaron en la ciudad de Innsbruck, Austria, del 13 al 22 de enero.
Argentina participó con 5 deportistas. El abanderado fue el esquiador Ramiro Fregonese. La delegación nacional no obtuvo medallas.

## Juegos Olímpicos de la Juventud 2014

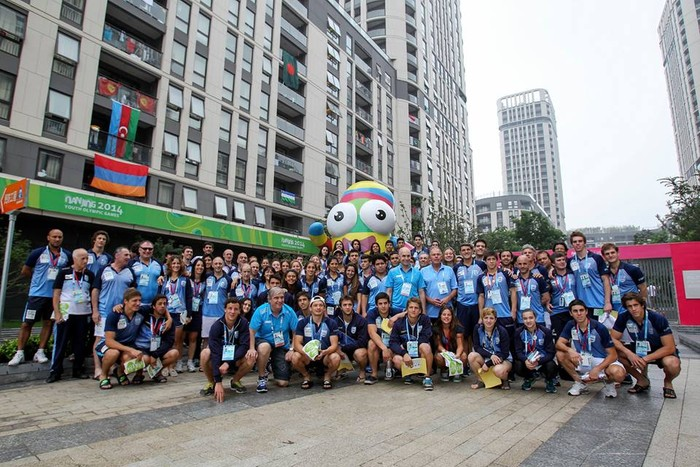
Delegación argentina YOG 2014

La participación de Argentina en los Juegos Olímpicos de la Juventud de Nankín 2014 fue la segunda en esta competencia. Estos Juegos se realizaron en la ciudad de Nankín, China, del 16 al 28 de agosto. 
La delegación acudió con 62 deportistas con participación en 25 deportes. La abanderada en la ceremonia de apertura fue la golfista Sofía Goicoechea. En la ceremonia de clausura, el abanderado fue el regatista Francisco Saubidet Birkner.

## Juegos Olímpicos de la Juventud de invierno 2016
Los Juegos Olímpicos de la Juventud de Lillehammer 2016, se realizaron en la ciudad de Lillehammer, Noruega, del 12 al 21 de febrero.
La delegación nacional estuvo conformada por 9 deportistas. La abanderada en la ceremonia de inauguración fue la esquiadora Francesca Baruzzi Farriol y en la ceremonia de clausura fue elegida Verónica Ravenna, especialista en luge. No se obtuvieron medallas.

## Juegos Olímpicos de la Juventud 2018

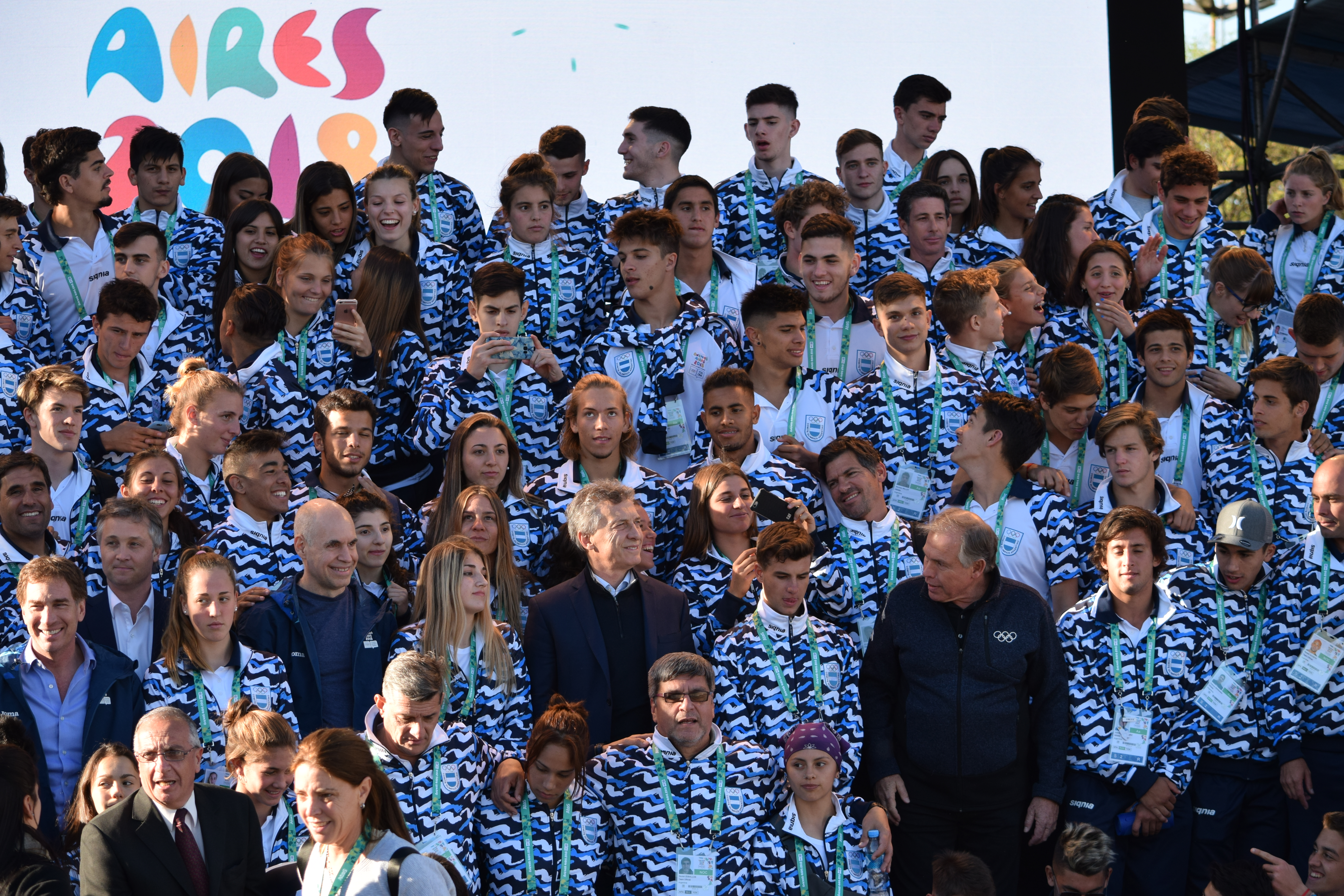
Bienvenida a la Delegación Argentina a la YOG18

La participación de Argentina en los Juegos Olímpicos de la Juventud de Buenos Aires 2018 fue la tercera presentación oficial organizada por el Comité Olímpico Argentino en esta competición. Argentina fue anfitriona de los Juegos que se realizaron en Buenos Aires. La delegación estuvo integrada por 141 deportistas, de los cuales 89 fueron varones (63,12%) y 52 fueron mujeres (36,88%), con participación en los 32 deportes oficiales. Se trató de la delegación más numerosa de los Juegos y de la historia del deporte olímpico juvenil argentino, facilitado por las plazas adicionales otorgadas por la condición de país organizador.
El abanderado en la ceremonia de apertura fue el regatista Dante Cittadini, mientras que la abanderada de la ceremonia de clausura fue María Sol Ordás, quien obtuvo la medalla de oro en remo y fue la primera campeona olímpica de la delegación.
Argentina se llevó 26 medallas en total, 11 medallas de oro, 6 de plata y 9 de bronce.

## Juegos Olímpicos de la Juventud de invierno 2020
La participación de Argentina en los Juegos Olímpicos de la Juventud de Lausana 2020 fue la tercera en esta competencia. Estos Juegos se realizaron en la ciudad de Lausana, Suiza, del 9 al 22 de enero. 
La delegación acudió con 16 deportistas que compitieron en 4 deportes. El abanderado en la ceremonia de apertura fue el esquiador Tiziano Gravier. En la ceremonia de clausura, la abanderada fue Morena Poggi, especialista en snowboard.
La delegación nacional fue la más numerosa en toda la historia de los Juegos Olímpicos de invierno del país. No se obtuvieron medallas.

## Juegos Olímpicos de la Juventud de invierno 2024
La participación de Argentina en los Juegos Olímpicos de la Juventud de Gangwon 2024 fue la cuarta en esta competencia. Estos Juegos se realizaron en la Provincia de Gangwon, Corea del Sur, del 19 de enero al 1 de febrero. 
La delegación estuvo compuesta por 7 atletas (3 varones y 4 mujeres) que compitieron en 3 deportes. El abanderado en la ceremonia de apertura fue el esquiador Nicolás Quintero. En la ceremonia de clausura, la abanderada fue Maira Fernández Righi, especialista en esquí de fondo. La delegación nacional no obtuvo medallas.

## Medallas

### Medallas en los Juegos Olímpicos de la Juventud de verano
| Juegos            | Atletas | Oro | Plata | Bronce | Total | Puesto |
| Singapur 2010     | 59      | 1   | 2     | 2      | 5     | 37     |
| Nankín 2014       | 62      | 1   | 2     | 4      | 7     | 41     |
| Buenos Aires 2018 | 141     | 11  | 6     | 9      | 26    | 6      |
| Total             | Total   | 13  | 10    | 15     | 38    | 12     |

### Medallas en los Juegos Olímpicos de la Juventud de invierno
| Juegos           | Atletas | Oro | Plata | Bronce | Total | Puesto |
| Innsbruck 2012   | 5       | 0   | 0     | 0      | 0     | -      |
| Lillehammer 2016 | 9       | 0   | 0     | 0      | 0     | -      |
| Lausana 2020     | 16      | 0   | 0     | 0      | 0     | -      |
| Gangwon 2024     | 7       | 0   | 0     | 0      | 0     | -      |
| Total            | Total   | 0   | 0     | 0      | 0     | -      |